# 12·1 경제 관리 개선 조치
12·1 경제 관리 개선 조치 또는 12·1 경제 개혁 조치는 6.28 방침 이후로 나온 경제개혁조치이며 특히 이때 박봉주가 총리가 되기 4개월전에 벌어진 개혁 조치이다.
특히 사회주의 기업 책임 관리제라는 독립채산제 및 기업 개혁 과정에서 벌어진 모든 기업 관리 체계를 개혁하는 과정을 담아낸 적극적이고도 대폭 월급을 인상하는 조치를 내세웠다.
그리고 이 조치는 특히 농업 개혁 과정인 8.15 경제개혁조치나 5.30 경제개혁조치나 거의 시험적인 면을 마련을 하였으나 12·1 경제개혁조치는 바로 시행이 된 개혁조치이다.
그리하여 전 기업에 걸쳐서 독립 채산제를 적용하였으며 심지어는 군수 공장 일부에도 실제 적용을 하였다.

## 기관 - 기업소 개혁 과정

### 기업소 계획 과정
기업소에 하달되는 지표는 중앙지표, 성 및 관리국 지표 등으로 구성되어 있었는데, 새로운 법 체계에서는 중앙지표의 수를 30%로 줄이고, 성 및 관리국 지표를 폐지하였으며, 기업소 지표인 액상지표를 도입하였다.
관련 법규는 계획지표를 중앙지표, 지방지표, 기업소지표로 구분한 인민경제계획법 제13조와 기업에 계획권을 부여하여 계획 수립 과정에서부터 기업의 권한을 확대한 기업소법 제31조이다.
국가계획위원회에서 계획화하는 지표는 전략지표와 중요지표인 중앙지표와 전략지표는 전력, 석탄, 지하자원과 강철, 시멘트와 곡물 등 36개 지표이며, 국가적인 중요지표는 17만 개 지표중 1,100개이다.
전략지표와 중요지표를 제외한 지표는 기업소 지표인 액상지표인데, 기업소 지표는 지표 수로 전체 지표의 70%에 해당한다.
생산에 필요한 원료와 자재를 중앙지표는 국가계획위원회에서, 지방지표는 지방인민위원회에서 책임지고 공급하는 것을 원칙으로 해야 하면서도 기업이 계획 수행 과정에서 필요한 원료와 자재를 충분히 공급받지 못하였을 때에는 계획을 완수하지 못한 것에 대해서 기업이 책임지지 않는다.
계획 수행 평가에서도 국가가 공급하지 못한 원료, 자재에 대해서는 그 공급 정도에 따라 평가한다는 것이다.

### 가격 결정권 및 시장 판매 조치 허용
확대된 가격 제정권에 의해서 국영 기업은 국가가 원료, 자재를 공급해주지 못하여 기업이 자체적으로 원료, 원천을 찾아 생산한 모든 제품에 대해 독자적인 가격 제정권을 갖는다고 한다.
즉, 기업소 지표로 생산한 제품만 아니라 국가 계획 위원회와 도 – 시 – 군 인민위원회에서 시달하는 지표라도 국가 등이 원료, 자재를 제대로 공급하지 못하여 기업이 자체적으로 원료, 자재를 구입하여 생산한 제품, 그리고 수요자와 주문 계약하여 생산한 제품 등 기업소 지표 가격 제정 표준 세칙에 규정한 모든 상품에 대해서 가격을 제정할 수 있게 하였다.
그리고 2014년에 기업이 가격을 제정할 수 있는 상품의 범위를 확대한 것으로 보이는데, 여기에는 대학에서 첨단 기술 제품을 수요자와 계약에 따라 생산하여 내화, 외화로 판매하는 제품의 가격과 주문 계약으로 생산한 제품 가운데 외화로 원가를 보상하여야 할 제품의 외화 가격 등이 포함되었다.
기업은 다음과 같은 상품은 계획에 정한 것과 상관없이 자체적으로 판매할 수 있게 되었음을 알수가 있으며 결국 현물 계획에 의해 생산한 제품 중 공급처가 확정된 계획분을 제외한 거의 모든 제품을 기업이 자체적으로 판매할 수 있게 되었다고 볼 수 있다는 것이다.
생산 수단의 경우 주문 계약에 따른 판매와 함께 사회주의 물자 교류 시장을 통하여 판매하도록 하고 있으며 기업이 판매권을 가지는 소비품, 생활 필수품, 소농기구 등은 도매 기관과 소매 기관 등 국영 유통망뿐만 아니라 종합시장, 직매점 등과 직접 계약하고 판매할 수 있도록 하였다.
그런데 사회주의 물자 교류 시장 운영 세칙에 따라 도 – 시 – 군에 실제로 사회주의 물자 교류 시장을 설치하여 운영하게 되었으며, 현금 거래도 가능하게 되었음을 알수가 있고 특히 소비재를 생산하는 기업은 2012년 11월의 상업성 지시에 의해 시장에 기업의 매대를 설치하고, 생산한 제품을 직접 판매 할 수 있다.
공장기업소는 자기가 위치한 지역 시장에 실정에 맞게 매대를 전개하며, 평양, 함흥, 청진시에서 시안의 다른 구역 시장들에도 실정에 맞게 공장, 기업소 매대를 설치할 수 있도록 하였다.

### 재정 관리권 및 국가 예산 납부권
2011년에 개정된 국가 예산 수입법에서 국가 예산 수입 항목의 기본 골격이 2001년 이전과 거의 유사하게 변경되었으며 7.1 경제개혁조치 이후에 합쳐졌던 법인세와 부가가치세가 다시 분리 되었고, 주민들의 시장 사용료를 주요 원천으로 하는 기타 개인 소득 납부금이 새롭게 추가되었다.
국가 예산 수입법의 개정 내용이 발표될 당시에는 이전 제도로의 회귀 정도로 받아 들여졌으며 그러나 2014년 이후 예산 관련 법제의 개정 내용이 알려지면서, 실제 내용 면에서 2001년 이전 제도와는 완전히 구분되는 제도 변화라는 사실이 밝혀지게 되었다.
현재 조선민주주의인민공화국의 국가 예산 납부율은 부가가치세는 10% 규모이고 계획분까지 합하면 40%의 비율로 납부를 하고 있으며 법인세는 30% 비율로 납부를 하고 있다.
대부분 70%의 매출액을 국가로부터 납부하고 남은 30%의 자금을 자체 충당할 수 있는 기준을 마련을 하고 있음을 알수가 잇고 특히 감가 상각금은 국가 투자를 제외한 나머지 납부를 하지 않도록 규정하고 있다.

### 기업소 자금 조달 및 운용 방식 과정
2014년 9월에 기업체 주민 유휴 화폐 동원 이용 세칙을 제정하여, 기업이 공식적으로 돈주들이 가지고 있는 화폐를 조달할 수 있도록 합법화를 하였고 특히 경상운영을 위한 자금을 확보하는 것에 대한 규정이다.
현재 이 방식으로 투자 받은 기업소들이 상당히 많으며 특히 아리랑 정보 기술 교류사나 그러한 일부 계획형 기업에도 투자를 받았으며 특히 은행에 자금을 예치함으로써 은행이 기업에게 넘겨줌으로 특히 영향력을 크게 감소할 수 있는 기반을 담은 규정으로 알려져 있으며 특히 위험 요소도 크게 감소할 수 있는 투자 방식으로 알려져 있다.
차후 채무 상환 불응시 현금 계좌 선 압류 및 현금 수입이 들어오는 즉시 입금되는 조치로 인한 강제 집행을 통한 사전에 예방할 수 있도록 하는 안전 조항들도 수록이 되어 있다.
기본 건설금이나 혹은 대보수를 위한 투자도 역시 국가 예산으로만 하던 방식에서 기업소 자체 자금도 사용할 수 있도록 공식화하였음을 알 수 있으며 특히 고정 자산을 임대하거나 혹은 내각에 관할하에 소규모 기업에게 이관할 수 있음을 차후인 2015년에 공식화하였음을 알수가 있고 이를 2015년 기업소법에 명확히 하였다.

## 편의 서비스 부문 개혁 과정

### 운수 부문 과정
시외버스나 택시의 같은 경우도 인민위원회나 시 혹은 군 인민위원회 운수 사업부의 형태로 시외버스 회사를 운영하는 것이며 자신이 축적한 자금이나 사금융을 통하여 조달한 자금으로 중국 등으로부터 버스를 확보한 개인이 버스와 함께 이 운수 사업부 등에 소속된다.
그리하여 형식적으로 국가 기관에 의하여 공급되고, 실제 투자와 운영은 개인이 담당하는 서비스 공급이 이루어지는 것이며 초기에는 아마 한사람 혹은 두사람이 1대의 버스를 합작으로 투자하고, 그를 중심으로 운수 사업부나 운수회사를 조직하는 형태로 운수 서비스가 공급된다.
그러다가 수요가 확대되고, 이에 맞추어 공급 능력도 확대됨에 따라 점차 도나 시의 운수사업부 형태로 하나의 사업장에 여러 개인이 각각 버스를 조달하여 운영하는 형태로 발전되었다.
근거리 수송 서비스의 택시 서비스는 비교적 최근에 발생하였고 증가하고 있는 추세며, 택시도 시외버스와 유사한 형태의 공급 구조를 갖추고 있다.
개인이 영업 가능한 차량을 가지고 인민위원회나 기업소 소속으로 등록하는 형태를 취하고 있으며 다만, 택시 서비스는 버스에 비해서 보급이 덜 되었으며, 이에 따라 공공부문의 제도와 민간의 자본이 결합하는 방식이 초기의 원거리 수송 서비스와 유사하다.
즉, 시 인민위원회 운수 사업소 등과 같은 수송 전문 회사의 형태를 취하는 경우도 있고 이보다는 개별 기업, 기관에 등록된 차량의 형태를 취하는 경우가 더 많은 것이다.
영업용 차량으로 등록을 하는 경우도 그렇지만 영업용 차량으로 등록하지 않은 채 사실상 영업활동을 하는 경우도 같은 형태를 취하는 것이다.

### 상점 부문 및 식당 부문 과정
운수부문과 유사하게 국영기업이나 기관이 운영하는 공식적인 상점 혹은 식당으로 유지됨으로써 매점 매석과 같은 자본주의적 행태를 어느 정도 방지할 수 있고, 개인에게 지나치게 많은 자본이 축적되는 것도 방지할 수 있다는 점 등도 국가가 최소한 방치하는 이유의 하나가 되는 것이다.
개인이 운영하는 외화상점의 경우 상점의 인테리어나 물품의 구비 등을 위해서 수만 달러는 소요된다고 하며 한편 개별 상점 중에는 국가 재정이 투입되는 경우도 최근 늘어나고 있다.
국가가 아닌 기업이나 기관 단위에서 소규모 상점을 설치하고 여기에 개인이 판매를 하도록 함으로 일종의 매대 사용료를 받는 방식도 늘어나고 있으며 국가는 경공업 직장 등에 독자적인 매대를 운영할 수 있는 권한을 부여하는데 이들 경공업 직장에서 매대를 직접 설치하여 개인에게 사용권을 부여하기도 하고, 처음부터 개인이 매대를 설치하도록 하고 사용권을 받는 경우도 있다.

### 가내작업반 및 가내편의서비스 부문 과정
중앙상업지도기관과 지방정권기관은 주민지역의 특성과 주민의 수요에 맞게 전문, 종합서비스망을 합리적으로 배치하며 서비스 업종을 실정에 맞게 정해주어야 한다고 되어 있으며 상점, 식당, 서비스업소를 운영하려는 해당 기관과 기업소 및 협동 단체는 해당 상업지도기관의 영업허가를 받아야 하며 영업활동을 정해진 질서대로 하여야 한다고 수록이 되어 있다.
지방정권기관과 편의봉사기관과 기업소 및 협동 단체는 편의서비스 가내작업반과 가내편의서비스직원을 널리 운영하여야 한다고 되어 있으며 편의서비스 가내작업반과 가내편의서비스직원의 조직과 배치는 상업지도기관이 하게 되어 있다.
국가계획기관과 무역기관, 해당 기관은 편의서비스용 자재와 부속품을 계획에 맞물려 보장하고 상업지도기관은 편의서비스용 자재, 부속품을 정상적으로 공급하여야 한다고 되어 있어 현재 가내작업반이 서로 무역을 하며 자재를 공급받을 수 있도록 법적으로 허용이 되어 있다.
개인 서비스의 경우에도 국가기관소속이라는 안전장치하에서 개인이 투자하고 영업하는 경우도 없지 않으며 개인이 편의서비스사업소 소속으로 자신의 집이나 별도의 사업장에 서비스 공급을 위한 사업장을 설치하고 운영할 수 있다.
이러한 방식은 기존에 편의서비스업소 소속 노동자가 아닌 경우에도 가능한데 특정 서비스에 대한 기술이 있고, 사람의 왕래가 많은 지역 등에 사업장을 개설할 자본이 있는 경우에 해당한다.
사실상 사적 기업 설립권이 인정이 되는 계기가 되었으며 이를 바탕으로 가내작업반을 통한 가내수공업이 발전을 하게 되었고 이 경우에는 개인에게 부과되는 계획 외에도 수익의 일부를 편의서비스업소 등에 납부해야 된다.
편의서비스업소와 같이 성격 변화가 두드러지지는 않지만, 국영기업이나 국가기관소속 중 개인을 상대로 하는 서비스 부문도 유사한 상황이다.
가내수공업자에는 세 부류가 있으며 기업에 8.3 노동자로 등록한 자, 가내작업반에 등록한 자, 무등록자가 있으며 여기서 가내작업반에 등록하고 사적활동을 하는 경우가 적은 납부금으로 자유를 얻을 수 있어 가장 인기가 높다.
조선민주주의인민공화국 여성에게는 협동조합이나 가내작업반에 소속되는 것이 자유를 얻는 최상의 대안으로 된다.
만약 몰래 가내수공업 생산을 한다면 작업자 고용이 많아야 7 - 8명밖에 안되겠지만 공장 가내작업반의 명의를 활용한다면 상황이 달라지며 실제로 개인이 식료 가공품 생산 시설과 인력을 운영하더라도 식료품 공장의 가내작업반 명의만 있다면 10명 이상을 고용할 수도 있다.
3 - 5명이 단체로 할 경우에는 자체적으로 가내작업반이라는 명칭을 만들어 동사무소에 신청하여 허가를 받는 등 별도의 가내작업반을 만들어 생필품을 제조하여 판매하고 있다.
이들은 개인적으로 물건을 제조, 판매하는 대가로 당국에 이윤의 3 - 10%를 세금으로 납부해야 하며 별도의 가내작업반을 결성하는 이유는 법적, 행정적 문제 발생시 당국이 간섭을 하지 못하게 하려함은 물론 문제 처리도 용이하기 때문이다.
물건 제조시 제조 설비는 주로 인근의 공장기업소에서 구입한 설비를 사용하고 있으며 필요 원자재는 중국 수입품과 자체 조달품을 반반씩 섞어 활용하고 있다.

## 대한민국의 평가

### 정보화 부문 개방
2013년부터 조선민주주의인민공화국은 류경 스마트폰을 판매를 하기 시작하여 광명망으로 서비스를 하기 시작을 하였고 특히 데이터 서비스로 로동신문과 조선중앙통신에 들어갈 수 있도록 조치를 하여 놓았으며 특히 만방 동영상 서비스로 인하여 방송을 시청할 수 있도록 조치를 하였다.
특히 서비스 문물 개방 과정에도 소홀히 하지 않아서 2016년부터 만수대 TV를 케이블 TV로 전격 송출하여 UEFA 유로파리그나 혹은 동구권 영화들을 시청할 수 있도록 전격 조치를 하였다.
만수대 TV에서 직접 운영하는 사이트인 목란비디오에서 판권을 사들여서 미국 애니메이션 영화나 혹은 동구권 영화들을 DVD로 발매하여 판매를 하고 있다.
2016년에는 아예 스마트폰으로 목란비디오로 들어가서 안드로이드로 설치하여 위의 영화들을 볼 수 있도록 전격적으로 허용을 하였음을 알수가 있고 이를 파격적인 조치를 취하였고 단, 역시 그외의 영화들을 볼 수는 없다는 단점이 있다.
2018년에는 많은 주민들이 최근 살기 힘들다고 말은 하면서 적지 않은 돈이 드는 만수대 TV 설치에 극성이다면서 지역 우체국에서는 핀잔을 주었지만 이에 아랑곳하지 않았으며 외국 영화에 대한 인기가 날이 갈수록 높아지고 있다는 점을 당국도 알고 있다고 지적하고 이 같은 결정은 조선민주주의인민공화국 당국의 의도와는 달리 주민들의 외부 정보에 대한 호기심을 자극하는 방향으로 흘러갈 가능성도 있다.
더군다나 나의 길동무 앱 스토어를 통하여 현재 조선민주주의인민공화국의 금지되었던 외국 도서들까지 대부분 허용하여 구매할 시 구독할 수 있는 자유까지 주었고 이를 김흥광 대표가 밝혔다.
2015년 1월 들어서는 광명망의 개인 이용이 다시 허용되었다고 알려졌음을 알수가 있고 특히 그리하여 북한은 가정집에도 ADSL 모뎀 사용을 다시 허용했다.
아예 2017년 8월에는 김정은의 재가 하에 HSPA 모바일 인트라넷 서비스를 허용하여 HSPA USB Stick 판매를 허용하여 조선민주주의인민공화국 주민들에게 판매를 하였음을 알수가 있었고 이를 고려링크에서 인트라넷 서비스 이용자로 개통을 하였다.
현재는 조선민주주의인민공화국은 모바일 FPS 게임이 유명하여 스마트폰으로 다운로드 받아서 게임을 즐기고 있음을 알수가 있다는 것이고 특히 카운터 스트라이크와 같은 게임을 즐기고 있다.
더군다나 스포츠 게임이 유명하여 유로파리그 선수나 혹은 국가 대표팀을 직접 선택할 수 있는 권한을 주었음을 알수가 있고 특히 그래픽도 상당히 좋다.
2015년에는 온라인 쇼핑 사이트인 옥류가 처음으로 개관하여 처음으로 결제하는 시스템을 갖추게 되었음을 알수가 있고 대략 30개의 온라인 쇼핑 사이트가 생겼다.